# Хелмета (Њу Џерзи)
Хелмета (енгл. Helmetta) град је у америчкој савезној држави Њу Џерзи.

## Демографија
По попису из 2010. године број становника је 2.178, што је 353 (19,3%) становника више него 2000. године.
| Група             | 2000.         | 2010.         |
| Белци             | 1.631 (89,4%) | 1.810 (83,1%) |
| Афроамериканци    | 44 (2,4%)     | 86 (3,9%)     |
| Азијати           | 44 (2,4%)     | 106 (4,9%)    |
| Хиспаноамериканци | 97 (5,3%)     | 164 (7,5%)    |
| Укупно            | 1.825         | 2.178         |